# Letra

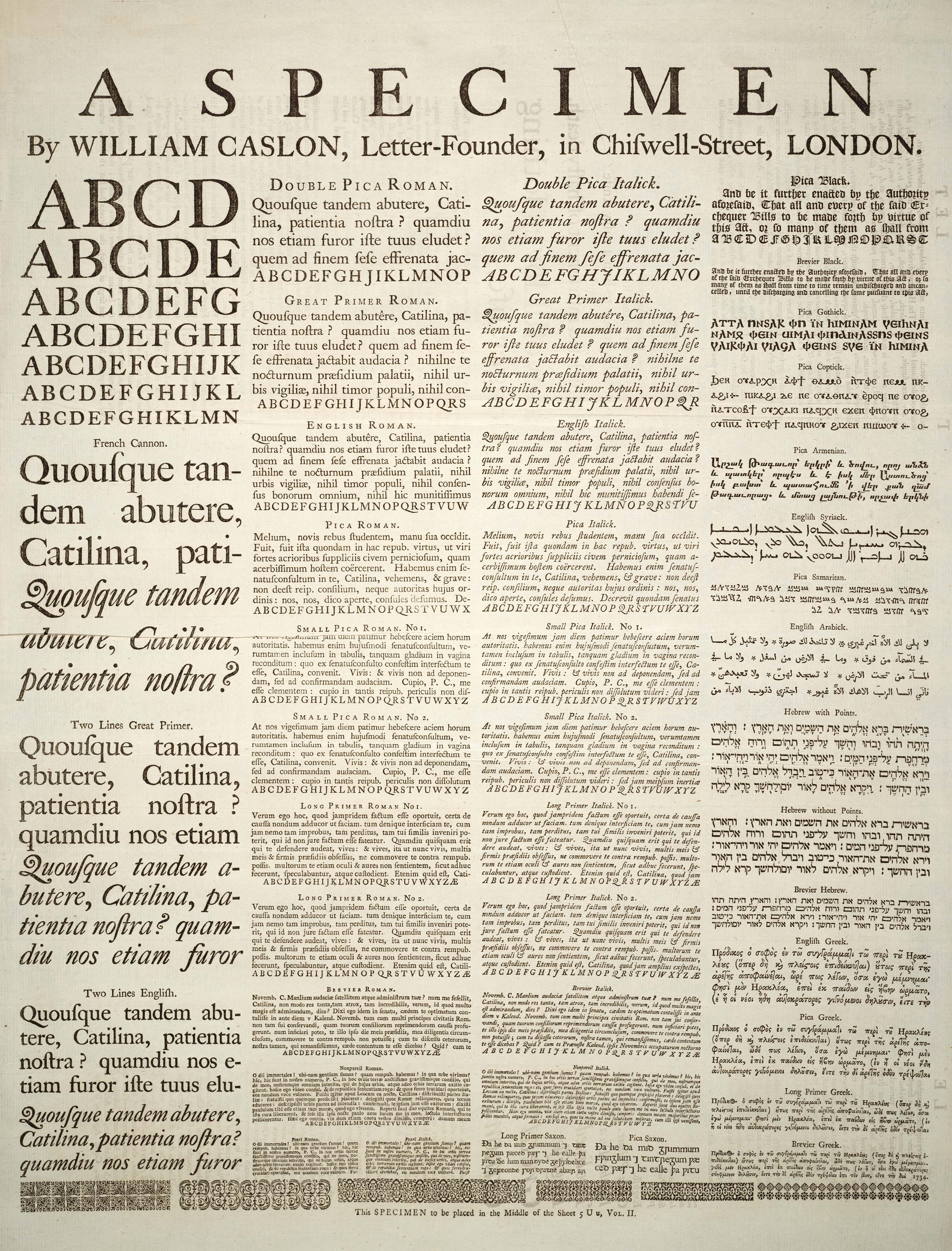
A Specimen: diagramação de amostras de fontes e idiomas, por William Caslon.

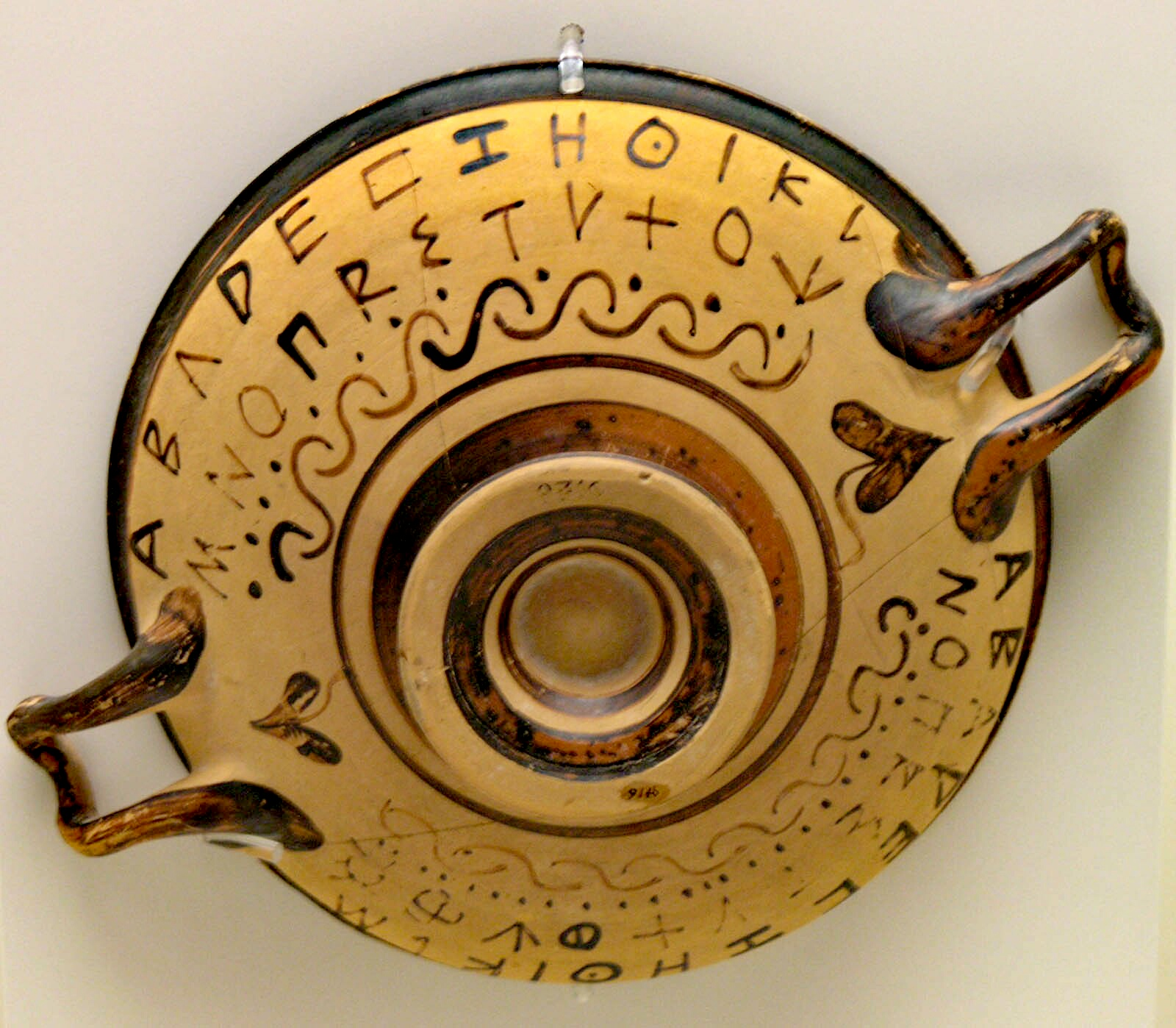
Antigas letras do alfabeto grego pintadas num vaso

Uma letra é um grafema num sistema alfabético de escrita, como o Alfabeto grego e seus descendentes. Letras compõem fonemas e cada fonema representa um fone (som) na Língua falada.
Sinais escritos em outros sistemas de escrita são melhor chamados silabogramas (que denotam uma sílaba) ou logogramas (que denotam uma palavra ou frase).

## Descrição e uso
Como símbolos que denotam partes da fala, as letras estão associadas com a fonética. Num alfabeto puramente fonêmico, um único fonema é representado por uma única letra, mas na história e na prática, as letras muitas vezes denotam mais de um fonema. Um par de letras que designam um único fonema é chamado de dígrafo. Exemplos de dígrafos em português incluem "ch", "nh" e "ss". Um fonema pode ser representado também por três letras, chamado de trígrafo. Um exemplo é a combinação "sch" em alemão.
Uma letra também pode ser associada a mais de um fonema, com o fonema dependendo das letras em sua volta ou da etimologia da palavra. Como exemplo dos efeitos posicionais, a letra c em português é pronunciada [k] antes de a, o ou u (por exemplo, cantar, cortar, cuidado, Colorado), mas é pronunciado [s] antes de e ou i (por exemplo, cessar, cidade).
Letras também têm nomes específicos a eles associados. Esses nomes podem diferir conforme a língua, dialeto e história. Z, por exemplo, é geralmente chamado de zed em todos países de fala inglesa, exceto nos Estados Unidos, onde é chamado zee.

## História
A invenção das letras foi precedida pela escrita semítica ocidental, que apareceu em Canaã por volta de 1000 a.C.. Há antecedentes que geram alguma suspeita na escrita proto-cananita, datada de cerca de 1800 a.C. Praticamente todos os alfabetos têm suas origens fundamentais neste sistema. O alfabeto grego, inventado por volta de 800 a.C., como o primeiro alfabeto de verdade, atribuindo letras não só para as consoantes, mas também para as vogais.